# Wydział Wychowania Fizycznego, Sportu i Rehabilitacji Akademii Wychowania Fizycznego im. Eugeniusza Piaseckiego w Poznaniu
Wydział Wychowania Fizycznego, Sportu i Rehabilitacji Akademii Wychowania Fizycznego im. Eugeniusza Piaseckiego w Poznaniu – nieistniejący wydział Akademii Wychowania Fizycznego im. Eugeniusza Piaseckiego w Poznaniu. Jego siedziba znajdowała się przy ul. Królowej Jadwigi 27/39 w Poznaniu.

## Struktura wydziału
- Katedra Anatomii
- Katedra Antropologii i Biometrii
- Katedra Biomechaniki
- Katedra Fizjologii, Biochemii i Higieny
- Katedra Humanistycznych Podstaw Kultury Fizycznej
- Katedra Kultury Fizycznej Osób Niepełnosprawnych
- Katedra Medycyny Sportu i Fizykoterapii
- Katedra Rehabilitacji w Chorobach Wewnętrznych
- Katedra Rehabilitacji Kardiologicznej
- Katedra Rehabilitacji Narządu Ruchu
- Katedra Sportów Indywidualnych
- Katedra Teorii i Metodyki Sportu
- Katedra Teorii i Metodyki Wychowania Fizycznego
- Zakład Biologii i Ochrony Środowiska
- Zakład Neurobiologii

## Władze
- Dziekan: dr hab. prof. AWF Jacek Lewandowski
- Prodziekan do spraw studiów: dr Edyta Michala
- Prodziekan do spraw nauki: dr hab. prof. nadzw. AWF Maciej Łuczak
- Prodziekan do spraw studenckich i sportu: dr Marek Sokołowski